# Episodi di BoJack Horseman (quarta stagione)
La quarta stagione della serie animata BoJack Horseman, composta da 12 episodi, è stata interamente pubblicata dal servizio di video on demand Netflix l'8 settembre 2017, in tutti i territori in cui il servizio è disponibile. 
| nº | Titolo originale            | Titolo italiano                           | Pubblicazione    |
| -- | --------------------------- | ----------------------------------------- | ---------------- |
| 1  | See Mr. Peanutbutter Run    | La candidatura di Mr. Peanutbutter        | 8 settembre 2017 |
| 2  | The Old Sugarman Place      | La vecchia casa dei Sugarman              | 8 settembre 2017 |
| 3  | Hooray! Todd Episode!       | Urrà! L'episodio di Todd!                 | 8 settembre 2017 |
| 4  | Commence Fracking           | Iniziare la trivellazione                 | 8 settembre 2017 |
| 5  | Thoughts and Prayers        | Pensieri e preghiere                      | 8 settembre 2017 |
| 6  | Stupid Piece of Sh*t        | Stupido pezzo di m...a                    | 8 settembre 2017 |
| 7  | Underground                 | Sottoterra                                | 8 settembre 2017 |
| 8  | The Judge                   | Il giudice                                | 8 settembre 2017 |
| 9  | Ruthie                      | Ruthie                                    | 8 settembre 2017 |
| 10 | lovin that cali lifestyle!! | Fantastico lo stile di vita californiano! | 8 settembre 2017 |
| 11 | Time's Arrow                | Il tempo è una freccia                    | 8 settembre 2017 |
| 12 | What Time Is It Right Now   | Che ora è adesso                          | 8 settembre 2017 |

## La candidatura di Mr. Peanutbutter
- Titolo originale: See Mr. Peanutbutter Run
- Diretto da: Amy Winfrey
- Scritto da: Peter A. Knight

### Trama
La campagna per diventare governatore di Mr. Peanutbutter prende una strana piega, dopo che questo chiede al suo avversario Woodchuck Coodchuck-Berkowitz di decidere chi sarà, tra i due, il governatore attraverso una gara di sci. Il problema è che, nonostante sia stato lui a proporre la sfida, Mr. Peanutbutter non sa sciare. Diane intanto si stabilisce nel suo nuovo lavoro al blog Girl Croosh, mentre Princess Carolyn inizia a considerare di mettere su famiglia con il suo nuovo ragazzo, Ralph Stilton. Todd invece si ritrova bloccato su un drone volante. BoJack, nel frattempo, è scomparso.

## La vecchia casa dei Sugarman
- Titolo originale: The Old Sugarman Place
- Diretto da: Anne Walker Farrell
- Scritto da: Kate Purdy

### Trama
Dopo aver osservato i cavalli selvaggi che attraversano il deserto, BoJack decide di trascorrere qualche tempo nella vecchia casa di sua madre nel Michigan. Qui fa amicizia con il suo vicino di casa, Eddie, una mosca vedova, che lo aiuta a riparare la casa ora in rovina. Nelle sequenze flashback, rievocate nella casa, viene raccontata parte dell'infanzia di Beatrice, la madre di BoJack, durante la seconda guerra mondiale. Sua madre, Honey Sugarman, inizialmente sempre allegra, cade in depressione, dopo la morte del figlio maggiore in guerra. Per questo, suo marito Joseph (padre di Beatrice e nonno di BoJack) la costringe a subire una lobotomia, dopo che questa rimane coinvolta, con Beatrice, in un incidente stradale.
- Guest star: Colman Domingo (Eddie)

## Urrà! L'episodio di Todd!
- Titolo originale: Hooray! Todd Episode!
- Diretto da: Aaron Long
- Scritto da: Elijah Aron e Jordan Young

### Trama
In questo episodio, completamente dedicato a lui, Todd vive numerose disavventure: viene infatti coinvolto nella campagna elettorale di Mr. Peanutbutter; incontra per primo la presunta figlia di BoJack, Hollyhock; inizia una finta relazione con l'attrice Courtney Portnoy, per conto di Princess Carolyn; infine deve suonare il triangolo all'Hollywoo Bowl.

## Iniziare la trivellazione
- Titolo originale: Commence Fracking
- Diretto da: Matt Garofalo
- Scritto da: Joanna Calo

### Trama
Il matrimonio di Diane con Mr. Peanutbutter comincia a pesare su di lei a causa della campagna del marito, specialmente quando quest'ultimo accetta di iniziare un'operazione imbarazzante di trivellazione sulla loro proprietà, per dimostrare un suo punto di vista politico. BoJack intanto cerca di aiutare Hollyhock a trovare la sua madre biologica, mentre a Princess Carolyn viene dato un orologio speciale per l'ovulazione, in modo da trovare il momento giusto per rimanere incinta.
- Guest star: Harvey Fierstein (voce dell'orologio)

## Pensieri e preghiere
- Titolo originale: Thoughts and Prayers
- Diretto da: Amy Winfrey
- Scritto da: Nick Adams

### Trama
Le numerose sparatorie sulla folla influenzano negativamente la riprese del film di Courtney Portnoy. BoJack e Hollyhock visitano la madre di BoJack, Beatrice, presso la casa di riposo, dove BoJack scopre che la demenza della madre è progredita, fino al punto di non riconoscere più il figlio. Diane intanto sente di avere finalmente il potere, quando le viene messa in mano una pistola e perciò scrive un post virale sul blog dove lavora.

## Stupido pezzo di m...a
- Titolo originale: Stupid Piece of Sh*t
- Diretto da: Anne Walker Farrell
- Scritto da: Alison Tafel

### Trama
Nel suo monologo interiore, BoJack si imbatte costantemente in sua madre e nella sua infermiera, ora ospiti in casa sua. Per salvarsi dal fallimento, Princess Carolyn decide di far sposare per finta Todd e Courtney, con l'assistenza di Rutabaga. Per questo motivo, Todd è in conflitto con se stesso, in quanto ormai si è identificato come asessuale.

## Sottoterra
- Titolo originale: Underground
- Diretto da: Aaron Long
- Scritto da: Kelly Galuska

### Trama
A una raccolta fondi per la campagna elettorale, a causa di un terremoto provocato dalla trivellazione, la casa di Mr. Peanutbutter sprofonda sottoterra, intrappolando tutti gli ospiti, tra cui BoJack, Diane, Zach Braff e le ex mogli di Mr. Peanutbutter, Jessica Biel e Katrina, per 10 giorni. Le cose peggiorano ulteriormente, quando il candidato governatore Coodchuck-Berkowitz tenta di salvare tutti. Nel frattempo Todd e Princess Carolyn, precipitati anche loro, ma mentre si trovavano in bagno, vengono rapiti da alcune formiche lavoratrici e portati dalla loro regina.
- Guest star: RuPaul (regina formica), Zach Braff (se stesso)

## Il giudice
- Titolo originale: The Judge
- Diretto da: Otto Murga
- Scritto da: Elijah Aron e Jordan Young

### Trama
BoJack, per rispettare un patto, deve essere ospite al nuovo reality show di Felicity Huffman. Qui, dietro le quinte, Hollyhock inizia con una relazione con Miles, lo stagista. Nel mentre Princess Carolyn incontra la famiglia di Ralph, inclusi i suoi genitori, solo per scoprire le loro offensive tradizioni anti-gatto. Mr. Peanutbutter intanto decide di ritirare la sua candidatura e promette di aiutare Coodchuck-Berkowitz.
- Guest star: Patti LuPone (signora Stilton), Martin Short (signor Stilton)

## Ruthie
- Titolo originale: Ruthie
- Diretto da: Amy Winfrey
- Scritto da: Joanna Calo

### Trama
In un immaginario scenario futuro la discendente di Princess Carolyn, Ruthie, racconta alla classe di una particolare giornata sfortunata che ha visto coinvolta la sua antenata. Dapprima Princess Carolyn va all'ospedale, solo per scoprire che ha subito un aborto spontaneo. Successivamente scopre, dopo averla rotta, che la sua collana, eredità di famiglia, non è altro che un pezzo di bigiotteria. Poi Princess Carolyn viene a sapere che Courtney Portnoy l'ha licenziata per sostituirla con Rutabaga e decide di licenziare Judah, per non averla avvisata di una potenziale fusione. Infine, dopo essersi ubriacata, lascia il fidanzato Ralph, ritrovandosi così sola. 
Nel frattempo BoJack e Diane tentano di ottenere il certificato di nascita di Hollyhock, nonostante la complicatissima burocrazia.
- Guest star: Kristen Bell (Ruthie), Kristin Chenoweth (maestra robot)

## Fantastico lo stile di vita californiano!
- Titolo originale: lovin that cali lifestyle!!
- Diretto da: Anne Walker Farrell
- Scritto da: Peter A. Knight

### Trama
In questo episodio composto da numerosi salti temporali, Hollyhock finisce accidentalmente in overdose a causa del caffè, drogato da Beatrice. Viene così portata di corsa all'ospedale, dove i suoi otto papà non permetteranno a BoJack di vederla. Intanto Woodchuck-Berkowitz sconfigge Jessica Biel alle elezioni. Dopo la rottura con Ralph, Princess Carolyn tenta di convincere Turtletaub a produrre una potenziale serie televisiva, dal titolo Philbert, scritta da Flip McVicker. Todd invece tenta di salvare la sua attività di clown-dentisti.

## Il tempo è una freccia
- Titolo originale: Time's Arrow
- Diretto da: Aaron Long
- Scritto da: Kate Purdy

### Trama
Attraverso gli sfocati e confusi ricordi di Beatrice, si scopre la sua storia passata. Si viene così a sapere che il suo padre-padrone la condizionò in tutte le sue scelte e che, per fuggire da ciò, iniziò una relazione con Butterscotch Horseman. Rimasta però incinta di Butterscotch, Beatrice decise di sposarlo e di trasferirsi con lui a San Francisco. Il loro matrimonio, partito con i migliori auspici, diventò però presto infelice e amaro, a causa anche dell'inettitudine del marito. Si scopre così anche che, diciassette anni prima, Butterscotch intrattenne una relazione con una domestica di nome Henrietta, un'aspirante infermiera. Beatrice convinse Henrietta a rinunciare alla bambina (che si rivela poi essere Hollyhock) e di farla adottare, affinché la donna potesse continuare la scuola infermieristica.

## Che ora è adesso
- Titolo originale: What Time Is It Right Now
- Diretto da: Tim Rauch
- Scritto da: Raphael Bob-Waksberg

### Trama
Princess Carolyn riporta con successo la sua nuova serie televisiva ai dirigenti di un sito web, grazie anche al coinvolgimento di BoJack nel progetto. Intanto i dentisti-clown di Todd diventano zombie rabbiosi. Dopo aver acquistato una nuova casa, Diane mette in dubbio il suo matrimonio con Mr. Peanutbutter. BoJack scopre chi sono i genitori biologici di Hollyhock e, dopo averlo detto ai suoi otto papà, riceve una telefonata da Hollyhock che afferma di essere contenta di averlo come fratello.